# Kostel svaté Kateřiny (Jindřichův Hradec)
Klášterní kostel svaté Kateřiny je součástí kulturní památky České republiky – Františkánský klášter v Jindřichově Hradci. Spadá pod správu římskokatolické farnosti – proboštství Jindřichův Hradec.

## Historie kostela
Kostel svaté Kateřiny byl postaven koncem 15. století, a to v pozdně gotickém stylu. Byl vysvěcen v roce 1491. V roce 1619, během českého stavovského povstání, byl pobořen a zapálen. Kaple svaté Barbory byla po poboření obnovena v roce 1625. Okrouhlá kaple svatého Antonína Paduánského byla k jižní straně chrámové lodi přistavěna v roce 1662. Okrouhlá kaple Panny Marie Andělské, zvaná Porcinkule, byla k jižní straně chrámové lodi přistavěna v roce 1674. Je s ní spojena tradiční pouť, rovněž zvaná Porcinkule, konaná první srpnový víkend.

## Popis kostela
Klášterní kostel svaté Kateřiny je pozdně gotická stavba s jednou lodí, polygonálním kněžištěm a třemi kaplemi. Rokoková kazatelna z 2. poloviny 18. století pochází ze zrušeného klášterního kostela v Pacově. Před kostelem stojí kamenný kříž, po jehož stranách stojí barokní kamenné sochy (z roku 1783) zpodobňující sv. Jana Nepomuckého a sv. Theodora.
Je zde pochován Adam Pavel Slavata.

### Kaple svaté Barbory
Oltář pochází z roku 1782. Sochy sv. Františka z Pauly a sv. Františka z Assisi pochází ze 70. let 17. století.

### Kaple sv. Antonína Paduánského
Raně barokní kaple s kupolí. V kapli je barokní socha sv. Františka Serafinského (tj, sv. Františka z Assisi).

### Kaple zvaná Porcinkule
Raně barokní kaple s kupolí. Kupole kaple je zdobena štukovými pásy a malbami od Giacoma Tencally (1644–1689).